# 布赛
布赛（法語：Boussay，法語發音：[busɛ] ⓘ）是法国大西洋卢瓦尔省的一个市镇，属于南特区。

## 地理
布赛（47°2'39"N, 1°11'11"W）面积26.45 平方千米，位于法国卢瓦尔河地区大区大西洋卢瓦尔省，该省份为法国西北部沿海省份，位于布列塔尼半岛东南部，北起伊勒-维莱讷省，西北接莫尔比昂省，西临大西洋，南至旺代省，东临曼恩-卢瓦尔省。
与布赛接壤的市镇（或旧市镇、城区）包括：拉布吕菲耶尔、热蒂涅、塞夫勒穆瓦讷。

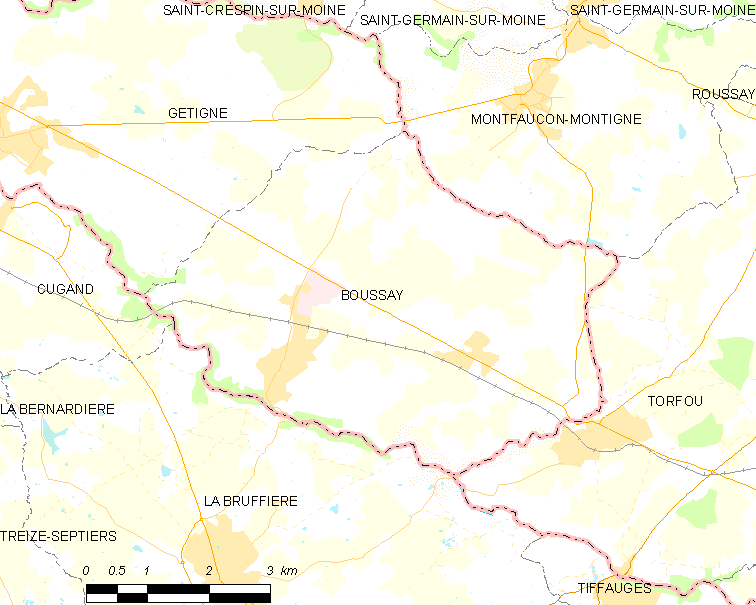
布赛的OSM定位图

布赛的时区为UTC+01:00、UTC+02:00（夏令时）。

## 行政
布赛的邮政编码为44190，INSEE市镇编码为44022。

## 政治
布赛所属的省级选区为克利松县。

## 人口

1962-2008年间布赛人口变化图示

布赛于2022年1月1日时的人口数量为2814人。